# Limavady (district)
Limavady is een voormalig district (met borough status) in Noord-Ierland. Het is sinds 2015 deel van het district Causeway Coast and Glens. Limavady telde in 2007 34.400 inwoners. De oppervlakte bedraagt 586 km², de bevolkingsdichtheid is 58,7 inwoners per km².
Van de bevolking is 41,6% protestant en 56,6% katholiek.
Antrim · Ards · Armagh · Ballymena · Ballymoney · Banbridge · Belfast · Carrickfergus · Castlereagh · Coleraine · Cookstown · Craigavon · Derry (Londonderry) · Down · Dungannon en South Tyrone · Fermanagh · Larne · Limavady · Lisburn · Magherafelt · Moyle · Newry and Mourne · Newtownabbey · North Down · Omagh · Strabane